# 1972 à la télévision
| Années de la télévision : 1969 - 1970 - 1971 - 1972 - 1973 - 1974 - 1975    |
| Décennies de la télévision : 1940 - 1950 - 1960 - 1970 - 1980 - 1990 - 2000 |

Cet article présente les faits marquants de l'année 1972 à la télévision.

## Événements
- 31 décembre 1972 : Naissance de la troisième chaîne de l’ORTF
- Raymond Marcillac est licencié de la télévision pour des raisons de publicité clandestine

## Émissions
- 4 janvier : première de l'émission Des chiffres et des lettres, présentée par Patrice Laffont sur La deuxième chaîne de l'ORTF
- 12 janvier : 
  - dernière de l'émission Grand Amphi sur la deuxième chaîne de l'O.R.T.F.
  - première de l'émission Le Grand Échiquier sur première chaîne de l'ORTF
- 1er avril : première de l'émission Top à... sur La deuxième chaîne de l'ORTF
- 2 juillet : dernière de l'émission Télé Dimanche sur première chaîne de l'ORTF
- 12 août : dernière de l'émission Les Coulisses de l'exploit sur première chaîne de l'ORTF
- 6 septembre : Le Grand Échiquier passe de première chaîne de l'ORTF à La deuxième chaîne de l'ORTF
- 10 septembre : 
  - dernière de l'émission Information Première sur première chaîne de l'ORTF
  - dernière de l'émission 24 heures sur la Deux sur Deuxième chaîne couleur de l'O.R.T.F.
- 12 septembre : première de 24 heures sur la Une sur première chaîne de l'ORTF
- 15 septembre : première de Actuel 2 sur Deuxième chaîne couleur de l'O.R.T.F.
- 20 décembre : première de l'émission Rue des Alouettes (émission) sur première chaîne de l'ORTF
- 31 décembre : 
  - première de Inter 3 sur Troisième chaîne couleur de l'ORTF
  - première de l'émission Jeunes Années sur Troisième chaîne couleur de l'ORTF
  - première de l'émission Roulotte (émission de télévision) sur Troisième chaîne couleur de l'ORTF

## Séries télévisées
- La Révolte des haïdouks
- 3 octobre : première diffusion de la série Amicalement vôtre sur la deuxième chaîne de l'ORTF[1]

## Feuilletons télévisés
- janvier : La Demoiselle d'Avignon de Frédérique Hébrard
- juin : Mandrin d’Albert Vidalie et Philippe Fourastié
- octobre : Les Boussardel de René Lucot
- décembre : Les Gens de Mogador de Robert Mazoyer

## Téléfilms
- février : La Mort d'un champion d'Abder Isker
- juillet : La Tuile à loups de Jacques Ertaud

## Principales naissances
- 27 février : Susan Yeagley, actrice américaine
- 29 février : Géraldine Maillet, romancière, réalisatrice, scénariste française, chroniqueuse de télévision et ancien mannequin
- 17 avril : Jennifer Garner, actrice américaine
- 27 avril :
  - Mehmet Kurtuluş, acteur turco-allemand
  - Maura West, actrice américaine
- 28 avril : Sébastien Cauet, animateur de radio et de télévision
- 2 mai : Dwayne « The Rock » Johnson, catcheur à la WWE, puis acteur
- 16 mai : Khary Payton, acteur américain.
- 23 mai : Alexandre Devoise, animateur français de télévision et de radio
- 19 juin : 
  - Jean Dujardin, acteur français
  - Robin Tunney, actrice américaine
  - Poppy Montgomery, actrice australienne
- 10 août : Angie Harmon, actrice américaine
- 3 octobre : Nathalie Vincent, animatrice de télévision et actrice française
- 4 octobre : Julie Debazac, actrice française.
- 11 octobre : Claudia Black, actrice australienne
- 14 octobre : Jonathan Kerrigan, acteur britannique
- 2 novembre : Benoît Chaigneau, animateur de télévision français
- 14 novembre : Hovik Keuchkerian, acteur et boxeur espagnol d'origine arménienne
- 16 décembre : Paul Leyden, actrice australien
- 19 décembre : Alyssa Milano, actrice américaine

## Principaux décès
- 22 novembre : Raymond Souplex, acteur français (° 1er juin 1901)